# Macrorhynchia racemifera
Macrorhynchia racemifera är en nässeldjursart som först beskrevs av George James Allman 1883.  Macrorhynchia racemifera ingår i släktet Macrorhynchia och familjen Aglaopheniidae. Inga underarter finns listade i Catalogue of Life.